# Robert Proctor
Robert Proctor (ur. 1868, zm. 1904) – brytyjski bibliotekarz, bibliograf i badacz inkunabułów.
W 1893 został kustoszem British Museum Library. Stworzył, do dziś podstawową, typograficzną metodę badania inkunabułów, która później została udoskonalona przez Konrada Haeblera. W latach 1898–1933 została wydana w czterech tomach jego praca An Index to the Early Printed Books in the British Museum....